# Banu Dhi l-Nun
I Banū Dhī l-Nūn (in arabo ﺑﻨﻮ ﺫﻱ ﺍﻟﻨﻮﻥ‎?) furono una dinastia berbera che regnò sulla Ta'ifa di Toledo in al-Andalus (Spagna islamica).

## Origini
I Banū Dhī l-Nūn erano una famiglia di berberi Hawwara (detti anche Hawwari o Houara) che arrivarono nella penisola Iberica ai tempi della conquista islamica. Si stabilirono in quella che oggi è l'attuale provincia di Cuenca e, nel processo di arabizzazione che andò dall'VIII al X secolo, cambiarono il proprio nome dal berbero Banū Zennún all'arabo Dhī l-Nūn.
Durante la seconda metà del IX secolo arrivarono a controllare gran parte di quella che oggi è la provincia di Cuenca dal loro centro di potere di Santabariyya (o Shant Bariya), nei pressi della città romana di Ercávica. Tra le città che controllavano vi furono Uclés, Huete, Cuenca, Huélamo, Las Valeras, Alarcón e Iniesta. A causa della particolare topografia della zona, riuscirono a ribellarsi con successo molte volte contro il Califfato di Cordova, mantenendo una certa indipendenza. A quel tempo erano una delle famiglie più importanti della Marca Media (al-Thaghr al-Awsaṭ).
Il reggente Almanzor, per rafforzare il proprio potere, cercò di allearsi con i vari signori locali della regione, compresi i Banū Dhī l-Nūn, che aumentarono il proprio potere e il proprio prestigio grazie ai rapporti con Almanzor.

## XI secolo
Divennero ufficialmente indipendenti con l'inizio del declino del Califfato di Cordova, nel primo decennio del XI secolo, fino a quando ʿAbd al-Raḥmān ibn Dhī l-Nūn non riconobbe proprio califfo Sulaymān b. al-Ḥakam, al-Mustaʿīn, che lo nominò governatore di Santaver, Huete, Uclés e Cuenca. Gli abitanti di Toledo, stanchi del malgoverno e delle lotte intestine dei signorotti della città, fecero appello ad ʿAbd al-Raḥmān, che mandò il figlio Ismāʿīl al-Ẓāfir nella città nel 1018, che diede vita alla Ta'ifa di Toledo, uno dei tanti regni Ta'ifa nato a seguito del declino de Califfato di Cordova.

## Emiri della dinastia
- Ismāʿīl al-Ẓāfir (1023-1043)
- al-Maʾmūn (1043-1075)
- al-Qādir (1075-1080)